# Luis Antonio Burón Barba
Luis Antonio Burón Barba (Fuente Obejuna, 18 de març de 1918 - 17 d'agost de 1995) va ser un jurista, fiscal i magistrat espanyol, que va arribar a ser magistrat del Tribunal Suprem (1981-1982) i Fiscal General de l'Estat (1982-1986).

## Biografia
Va estudiar Magisteri, que va exercir durant quatre anys, i Dret a la Universitat de Sevilla, ingressant per oposició en la carrera judicial l'any 1945. Va ser titular dels jutjats de Vélez Rubio, Hinojosa del Duc i Bujalance. Posteriorment, va ascendir a magistrat i va exercir el seu càrrec en els jutjats de Bilbao i Madrid fins a 1977.
Durant el seu exercici com a jutge en plena etapa franquista, Burón va defensar el seu compromís amb la democràcia i la seva antagonisme amb la dictadura formant part dels fundadors de Justícia Democràtica, moviment integrat per jutges i fiscals que van propugnar durant el franquisme la restauració de la democràcia.
De 1977 a 1981 va treballar en l'Audiència Nacional i després en el Tribunal Suprem, sent nomenat Fiscal General de l'Estat al desembre de 1982, pel primer govern de Felipe González i sent ministre de Justícia Fernando Ledesma. Va dimitir en 1986 a causa de les seves discrepàncies amb el Govern.
En la seva etapa com a Fiscal General va destacar la seva querella contra Jordi Pujol, llavors President de la Generalitat de Catalunya, i uns altres pel cas de Banca Catalana i el recurs contra la primera sentència dictada contra els autors del cop d'estat del 23-F dictada pel Consell Suprem de Justícia Militar en considerar-la massa benigna.
A partir de llavors, i per espai de vuit anys, va ser professor de Dret Polític a la Universitat de Deusto i convidat per les autoritats judicials americanes per visitar Estats Units com a «hoste d'honor».